# Фабіан фон Шлабрендорф
Фабіан фон Шлабрендорф (нім. Fabian von Schlabrendorff; 1 липня 1907, Галле — 3 вересня 1980, Вісбаден) — німецький юрист і офіцер, обер-лейтенант резерву вермахту. Учасник Липневої змови.

## Біографія
Шлабрендорф здобув освіту юриста, пізніше вступив до вермахту, залишаючись при цьому переконаним противником нацизму. Він став ад'ютантом генерала фон Трескова, одного з лідерів змови ряду високопоставлених військових проти Адольфа Гітлера, і виступав сполучною ланкою між штабом фон Трескова й лідерами змови в Берліні Беком і Герделером. 13 березня 1943 року, коли Гітлер прилітав на нараду до Смоленська, Шлабрендорф передав офіцеру Брандту, що летів разом з Гітлером, дві бомби уповільненої дії, замасковані під пляшки коньяку. Коли через дефект детонатора бомби не вибухнули, Шлабрендорф приїхав до Брандта з двома іншими пляшками і забрав бомби, пояснивши, що спочатку помилково передав не ті пляшки.
Після провалу змови Шлабрендорф був заарештований і 21 грудня 1944 постав перед Народною судовою палатою. Через велике завантаження слухання його справи було перенесено на 3 лютого, але в цей день трапився авіаналіт, одна бомба потрапила в будівлю суду, і балкою був убитий голова Народної судової палати Роланд Фрайслер. На новому засіданні в березні Шлабрендорф заявив, що був підданий тортурам. Він був звільнений, знову заарештований за декілька днів і засуджений до смертної кари. Шлабрендорф перебував у кількох концентраційних таборах, потім разом з рядом високопоставлених ув'язнених був евакуйований у Тіроль, де їх звільнили американські війська незадовго до передбачуваної кари.
Восени 1945 року Шлабрендорф був радником американської делегації на першому Нюрнберзькому процесі. Він повідомив Вільяма Донована, колишнього начальника УСС, що Катинський розстріл був здійснений НКВС.
У Західній Німеччині Шлабрендорф успішно займався юриспруденцією. З 1967 по 1975 рік він був одним з членів Конституційного суду ФРН.